# Museet för konsthantverk och design
Museet för konsthantverk och design (lettiska: Dekoratīvās mākslas un dizaina muzejs) i Riga i Lettland är ett av fyra museer, som ingår i organisationen Lettlands nationella konstmuseum. Där ingår också huvudmuseet, Lettlands nationella konstmuseum, Konstmuseum Rigas Börs, Romans Sutas och Aleksandra Beļcovas museum, samt Arsenalens konsthall. Museet ligger på Skārņu iela 10/20 i Gamla staden.
Det grundades 1 januari 1989 och öppnades för allmänheten den 6 juli 1989. I sina permanenta utställningar visar museet bland annat textilier, keramik, konst och konsthantverk av metall, skinn och glas. Museet har årligen i genomsnitt fem olika, tillfälliga utställningar. Museet anordnar också kreativa workshops, där besökarna får möjlighet att prova på olika hantverkstekniker.
Museet äger den största samlingen av verk av grundarna av den lettiska modernismen, Romans Suta (1896–1944), Aleksandra Beļcova (1892–1981) och Sigismunds Vidbergs (1890–1970), konstnärerna som i slutet av 1924 grundade porslinsmålningsateljén Baltars.

## Byggnaden
Museet är beläget i en tidigare kyrkobyggnad från början av 1200-talet, katolska Sankt Görans kyrka, som är en av de äldsta bevarade stenbyggnaderna i Riga.

## Bilder

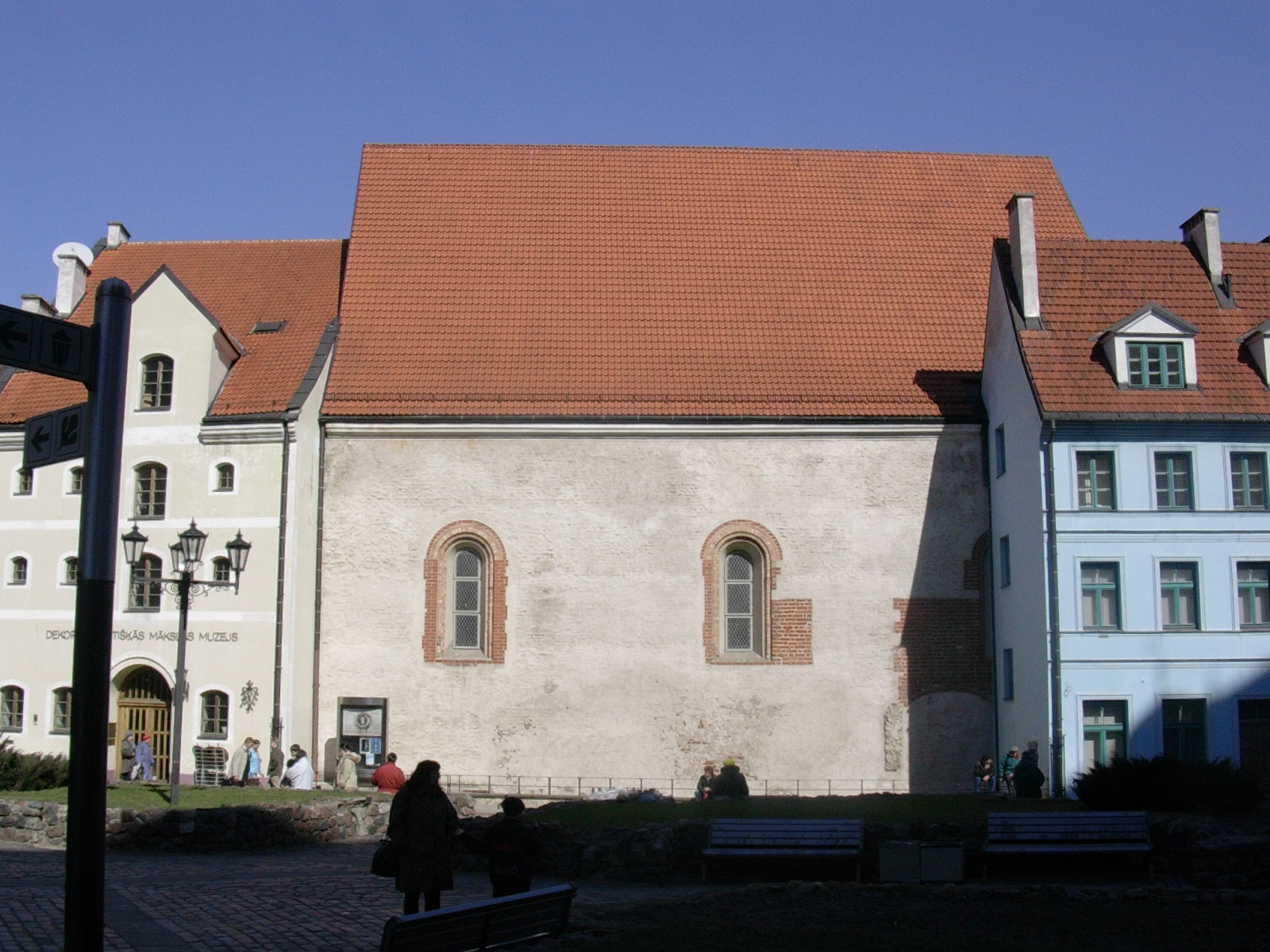
Tidigare Sankt Görans kyrka.
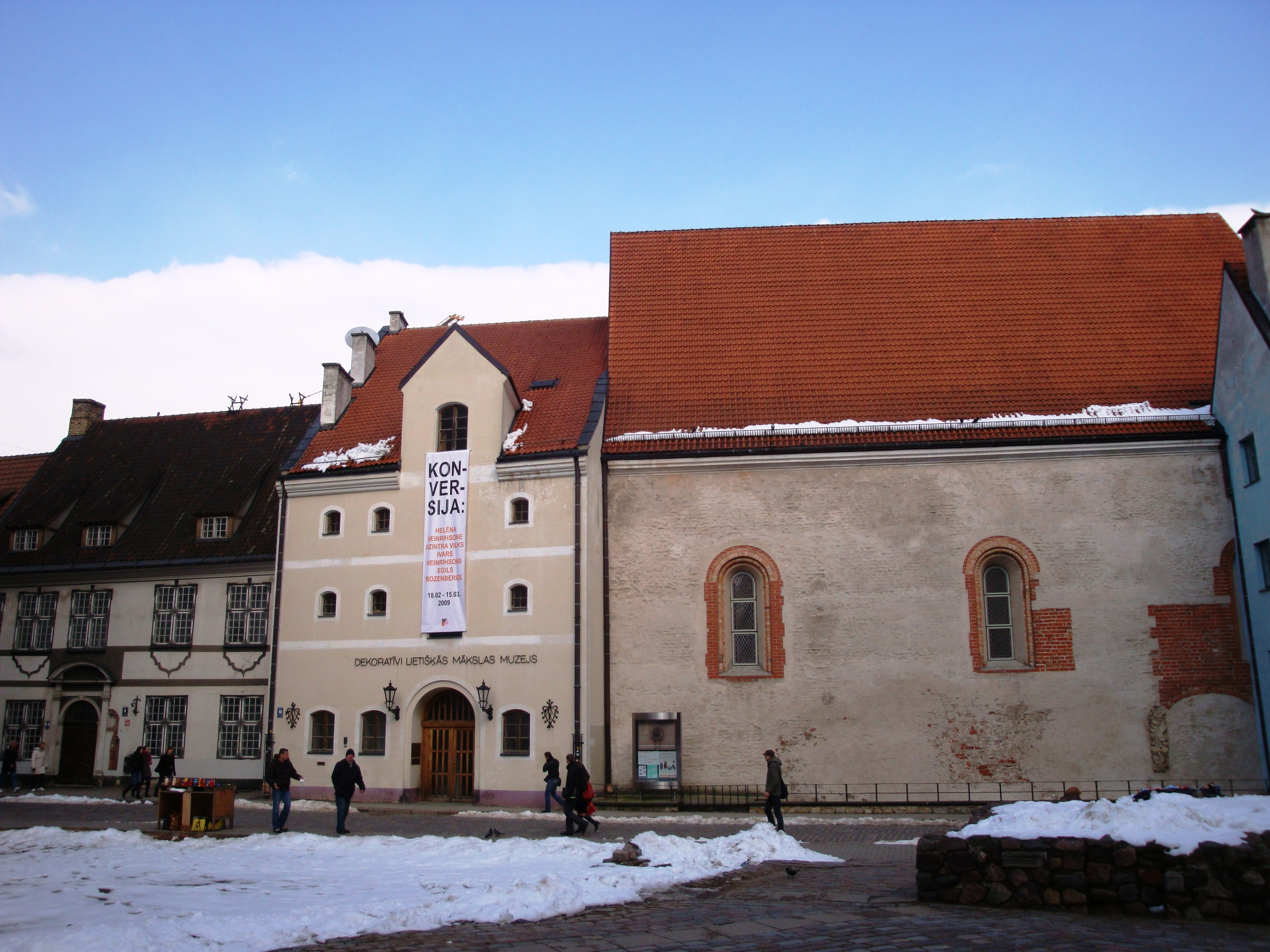
Gatuvy vid Museet för konsthantverk och design